# Người Fula
Người Fula hay người Fulani (tiếng Fula: Fulɓe; tiếng Pháp: Peul; tiếng Hausa: Fulani or Hilani; tiếng Bồ Đào Nha: Fula; tiếng Wolof: Pël; tiếng Bambara: Fulaw), với dân số từ 20 đến 25 triệu người, là một trong những dân tộc đông nhất vùng Sahel và Tây Phi, phân bố rải rác khắp khu vực. Người Fula, theo truyền thống, được cho là có nguồn gốc từ các tộc người mạn Bắc Phi và Trung Đông, pha trộn với những cư dân bản địa Tây Phi. Người Fula được kết nối lại với nhau nhờ một ngôn ngữ dân tộc (tiếng Fula), tín ngưỡng Hồi giáo, lịch sử và văn hóa.
Một phần đáng kể người Fula (chừng một phần ba), tức khoảng 7 tới 8 triệu người làm công việc mục súc, khiến đây trở thành dân tộc với cộng đồng du mục mục súc lớn nhất thế giới. Phần lớn người Fula là nông dân, thợ thủ công hay thương nhân sống bán định cư hoặc định cư. Họ có mặt chủ yếu ở Tây Phi và mạn bắc Trung Phi, nhưng cũng hiện diện ở Tchad, Sudan và vùng gần biển Đỏ.
Nhiều người Fula bị mang đến châu Mỹ từ thế kỷ 16 đến 19 do buôn bán nô lệ. Họ chủ yếu bị bắt ở Senegal và Guinea, với thiểu số từ Mali và Cameroon. Một số người Fula đáng chú ý mà từng là nô lệ là Bilali Muhammad, Ayuba Suleiman Diallo, Salih Bilali, Abdulrahman Ibrahim Ibn Sori, và Omar ibn Said. Vài hậu duệ của Bilali Muhammad vẫn sống trên đảo Sapelo, Georgia, Hoa Kỳ, và ông cũng để lại con cháu trên quần đảo Lucayan.

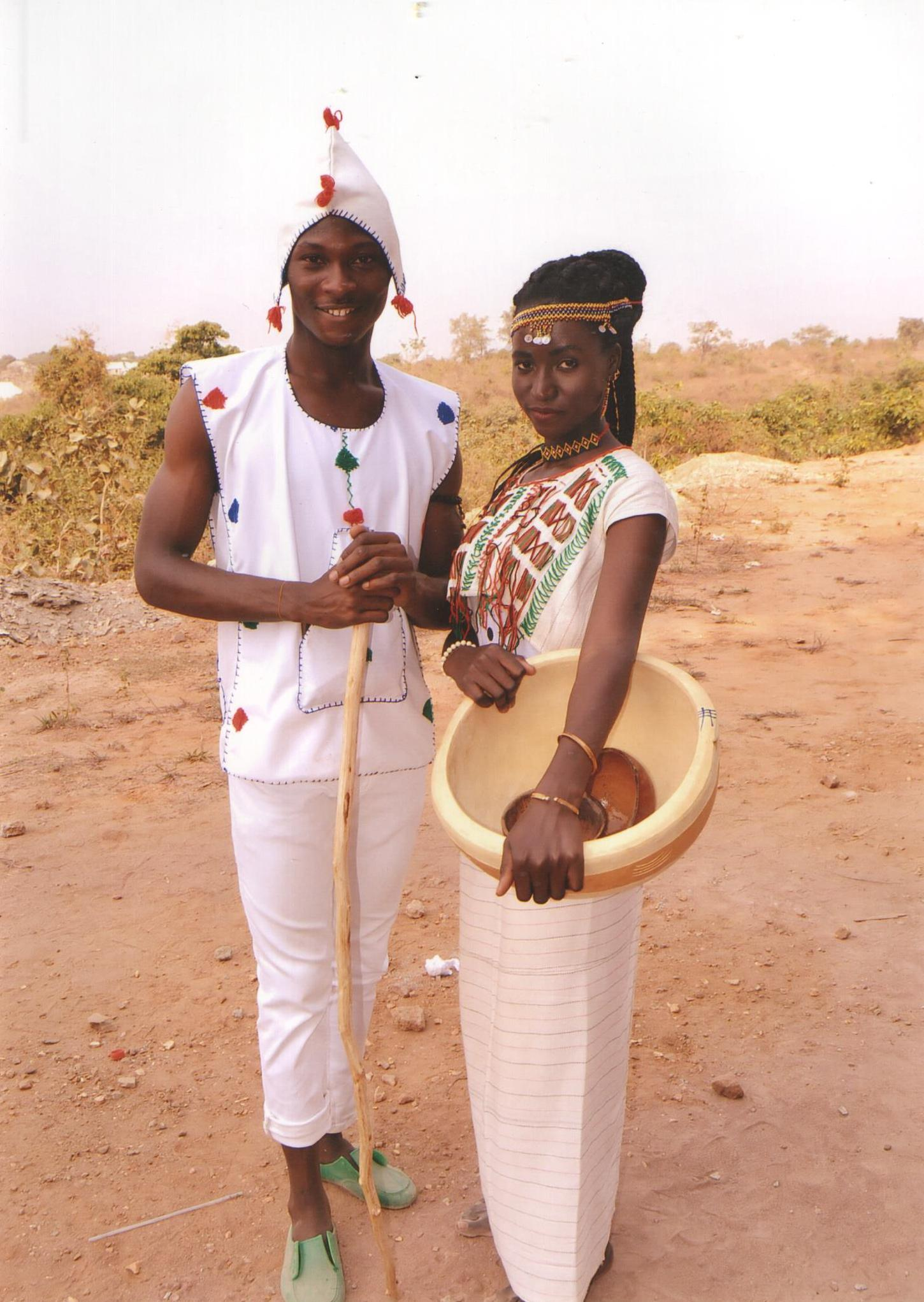
Đàn ông và phụ nữ Fula